# علي رضا أفندي
علي رضا أفندي (بالتركية: Ali Rıza Efendi)‏‏ (1839 - 1888) هو والد مصطفى كمال أتاتورك وزوج زبيدة هانم. ولد في سالونيك والتي حالياً موجودة في مقدونيا اليونانية، لكنها كانت أهم مدينة تابعة للدولة العثمانية في أوروبا بعد القسطنطينية.
كان يعمل موظفاً بالجمارك، وتوفي سنة 1888 وعمر ابنه الوحيد أتاتورك 7 سنوات. يعتقد العلماء أنه من أصول ألبانية أو سلافية. رغم أن صديقه المقرب الصحفي فالح رفقي أتاي قال أن أصوله تعود جزئياً للأتراك من مدينة سوك بمحافظة أيدين.